# Marosorbó
Marosorbó (románul Oarba de Mureș, németül Orbau) falu Romániában,  Maros megyében. Közigazgatásilag Radnóthoz tartozik.

## Fekvése
Radnóttól 4 km-re keletre a Maros jobb partján fekszik.

## Története
Egykori templomát Hunyadi János építtette a marosszentimrei csata zsákmányából, romjai az enyedi országút mellett fekszenek. 1944. szeptember végén határában nagy csata zajlott, melynek 3 500 áldozata az itteni emlékparkban nyugszik. 1910-ben 701, többségben román lakosa volt, jelentős magyar kisebbséggel. A trianoni békeszerződésig Torda-Aranyos vármegye Marosludasi járásához tartozott. 1992-ben 198 lakosából 196 román, 2 magyar volt.